# Bruzda lodowcowa
Bruzda lodowcowa – forma ukształtowania rzeźby terenu związana z erozyjnym działaniem lodowców. Powstaje w wyniku nacinania (rysowania) powierzchni skalnej przez niesione w obrębie lodu okruchy skalne. Występuje na terenach polodowcowych. Bruzdy mają głębokość od 1 cm do 0,5 m. W swej formie podobne do rys lodowcowych.